# Уринсон, Яков Моисеевич
Я́ков Моисе́евич Уринсо́н (род. 12 сентября 1944, Москва) — российский экономист, государственный и общественный деятель. Доктор экономических наук. Заслуженный профессор Национального исследовательского университета «Высшая школа экономики». Министр экономики Российской Федерации (1997—1998 годах). Советник Председателя Правления АО «Роснано», член Правления Фонда инфраструктурных и образовательных программ. Руководитель ревизионной комиссии Российского еврейского конгресса.

## Биография
Окончил факультет экономической кибернетики Московского института народного хозяйства им. Г. В. Плеханова (1966) и аспирантуру там же, кандидат экономических наук (1970), доктор экономических наук (1980).
- В 1972—1991 работал в Главном вычислительном центре Госплана СССР: заместитель начальника подотдела, главный специалист, начальник подотдела, заместитель начальника Главного вычислительного центра Госплана СССР.
- В 1991—1993 — директор Центра экономической конъюнктуры и прогнозирования при Министерстве экономики России (бывший Главный вычислительный центр Госплана СССР).
- В 1993—1994 — директор Центра экономической конъюнктуры при Совете Министров — Правительстве России.
- В 1994—1997 — первый заместитель министра экономики России (в ранге министра).
- В марте 1997 — сентябре 1998 — министр экономики России.
- В марте 1997 — апреле 1998 — заместитель председателя правительства России.
- С декабря 1998 — председатель совета директоров АО «Пермэнерго».
- С января 1999 — главный эксперт РАО «ЕЭС России».
- С января 2000 — заместитель председателя правления РАО «ЕЭС России» Анатолия Чубайса. Руководитель Корпоративного Центра РАО «ЕЭС России».
- С апреля 2001 избран председателем Негосударственного пенсионного фонда (НПФ) электроэнергетики.
- С июля 2001 — председатель совета директоров ОАО «Костромская ГРЭС».
- 6 ноября 2008 года назначен членом правления, заместителем генерального директора Российской корпорации нанотехнологий.
- В 2011—2016 — председатель совета директоров акционерного коммерческого банка «Стратегия» (ОАО).

Заслуженный профессор (2019), ординарный профессор кафедры теории и практики взаимодействия бизнеса и власти Национального исследовательского университета «Высшая школа экономики». Сфера профессиональных интересов: экономико-математическое моделирование; статистика и прогнозирование; макроэкономика; российская экономика.

## Уголовное преследование
В 2013 году Следственный комитет завел уголовное дело о крупной растрате в Роснано, Уринсон рассматривался как один из подозреваемых и долго находился под подпиской о невыезде. Обвинение ему так и не было предъявлено. С декабря 2022 года адвокат Уринсона неоднократно обращался в СК на предмет прекращения преследования клиента в связи с истечением срока давности, но несколько раз получал отказы. В итоге дело все же было прекращено.

## Основные работы
- Смехов Б. М., Уринсон Я. М. Методы оптимизации народнохозяйственного плана. — М.: Экономика, 1976. — 198 с.
- Совершенствование технологии народнохозяйственного планирования. — М.: Экономика, 1986. — 197 с.
- Методы и модели АСПР: итоги и перспективы. (коллективная монография). — М.: Экономика, 1989. — ISBN 5-282-00674-X
- Текущее состояние экономики и стратегия экономической реформы. Российская экономика в новых условиях. — М.: АНХ, 1997, № 2.
- Экономические реформы: взгляд из министерства экономики. — М.: ГУ ВШЭ, 2006. — 23 с. (Препринт)
- Статьи в журналах и газетах («Вопросы экономики», «Известия», «Коммерсантъ», «Московские новости», «Сегодня», «Экономика и математические методы», «Эксперт», и др.)